# Ensemble Stars!
Ensemble Stars! (あんさんぶるスターズ！ Ansanburu Sutāzu!) es un proyecto multimedia realizado por la empresa Happy Elements. Fue lanzado por primera vez como un juego de cartas coleccionables japonés (CCG) en Google Play el 28 de abril de 2015 y en la App Store el 1 de mayo de 2015.
Una serie de televisión de anime se estrenó el 7 de julio de 2019 por Tokyo MX.

## Sinopsis
La Academia Privada Yumenosaki, una escuela ubicada en una colina cerca del océano. Especializada en la instrucción de idols masculinos; esta escuela tiene una larga historia de producir idols masculinos para el mundo del entretenimiento a partir de jóvenes talentos, tal como estrellas brillando en el firmamento.
Debido a “circunstancias especiales” eres una estudiante transferida a esta academia, y también eres la única estudiante mujer aquí. De hecho, eres el elegido para ser el primer estudiante miembro del “curso de producción” y tu tarea será instruir a estos idols…

## Personajes
Anzu (あんず, Anzu)
Expresado por: Maaya Sakamoto (japonés); Felecia Angelle (inglés)
La productora de Trickstar.
La única estudiante que está inscrita en el Curso de Productor. Se caracteriza por ser una chica tímida con una voz tranquila, sin embargo es muy trabajadora.

## Anime
Una adaptación a anime producida por David Production se estrenó el 7 de julio de 2019 en Tokyo MX, SUN, KBS, TVA y BS11. Masakazu Hishida fue el director bajo el seudónimo de Junpaku Yagurashita. Yasufumi Soejima es el director de la serie, mientras que Shinichi Inotsume es el escritor principal, y Haruko Iizuka, Tomoyuki Shitaya y Eri Nagata son los diseñadores de personajes. Akira está escribiendo los guiones, y Tatsuya Kato está componiendo la música de la serie.
Funimation ha adquirido la serie para transmisión en Norteamérica; El simuldub se estrenó el 4 de agosto de 2019.